# IOS 14
O iOS 14 é a décima quarta versão principal do sistema operacional móvel iOS desenvolvido pela Apple Inc. para suas linhas iPhone, iPod Touch e HomePod. Foi anunciado na Worldwide Developers Conference da empresa em 22 de junho de 2020 como sucessor do iOS 13. Foi lançado oficialmente ao público no dia 16 de setembro de 2020.

## História

### Atualizações
A versão beta para desenvolvedores do iOS 14 foi disponibilizada no dia 22 de junho de 2020, já a versão beta pública foi disponibilizada no dia 16 de setembro de 2020.

## Recursos do sistema

### App Clips
Os App Clips são um novo recurso que expande a funcionalidade da App Store. Pretendido como um recurso dinâmico, e não como um aplicativo instalado permanentemente, os App Clips são extremamente reduzidos com muito poucas permissões do SO. No momento do anúncio, apenas o uso do Apple Pay e do Iniciar sessão com a Apple foram mostrados.
Os App Clips podem ser descobertos pessoalmente por meio de tags NFC ou códigos QR com a marca do App Clips. Eles também podem ser compartilhados via Mensagens ou colocados em sites ou Mapas.

### CarPlay
O CarPlay foi atualizado para permitir que os usuários definam um papel de parede personalizado. O gerenciamento de rotas foi ampliado com recursos que alertam o usuário sobre as paradas disponíveis, como estacionamentos e lugares para pedir alimentos; especialmente, as rotas para veículos elétricos consideram um caminho usando estações de carregamento para garantir que o carro permaneça totalmente carregado.

#### CarKey
O CarPlay foi estendido no iOS 14 com o CarKey, um recurso que permite que o iPhone atue como uma chave virtual de carro usando a tecnologia NFC com carros compatíveis. O primeiro carro compatível apresentado pela Apple na WWDC 2020 foi o 2021 BMW 5 Series. As chaves podem ser acessadas no aplicativo Wallet. As chaves podem ser compartilhadas; o compartilhamento pode ser temporário ou receber restrições. Caso a bateria do iPhone acabe, o CarKey ainda poderá ser acessado pela reserva de energia do iPhone por cerca de 5 horas.

### Tela inicial
Diferentemente das versões anteriores, nas quais os ícones na tela inicial eram reorganizados em ordem e correspondiam diretamente aos aplicativos, os usuários podem adicionar ícones de aplicativos e os recém-introduzidos widgets; páginas podem ser adicionadas ou excluídas à vontade. Isso permite que os usuários ocultem aplicativos usados com pouca frequência e evitem desorganização.

#### Widgets
À esquerda da primeira página, a tela "Hoje" é substituída por uma interface do usuário de widgets rolável. Os widgets podem ser colocados na tela inicial para ficar entre os ícones de aplicativos; eles podem ser redimensionados para ícones 2 por 2, horizontais 2 por 4 ou 4 por 4. Os widgets do mesmo tamanho podem ser empilhados entre si e alternados para conveniência; pode ser colocada uma pilha inteligente que mostra automaticamente o widget mais relevante para o usuário com base na hora do dia.

#### Biblioteca de Aplicativos
À direita da última página, a Biblioteca de Aplicativos lista e categoriza os aplicativos instalados no dispositivo. Os aplicativos de cada categoria são organizados com base na frequência de seu uso. Além de uma categoria para aplicativos sugeridos, uma categoria "recente" lista os aplicativos recentemente instalados juntamente com os App Clips acessados recentemente. Os usuários podem procurar o aplicativo que desejam ou navegá-los em ordem alfabética.

### Interface de usuário compacta
Uma série de alterações foram feitas no iOS 14 para reduzir o espaço visual ocupado pelas interfaces de tela cheia anteriormente; essas interfaces agora aparecem e ficam na frente de um aplicativo, permitindo o toque (e, portanto, multitarefa) no aplicativo por trás. As interfaces de chamada por voz, incluindo o telefone ou outros aplicativos de terceiros como o Skype, são substancialmente menores, ocupando aproximadamente somente o espaço necessário para uma notificação. A interface da Siri agora também é compacta.
O modo Picture-in-picture permite que os usuários continuem assistindo a reprodução de vídeo (ou atendam chamadas de voz, como no FaceTime) em uma exibição em tamanho de miniatura depois de sair do aplicativo. Essa visualização pode ser redimensionada com gestos de zoom ou movida para fora da tela temporariamente e chamada novamente para multitarefa. Atualmente, o Picture-in-picture é suportado pelo Safari e pelo FaceTime. No entanto, o aplicativo do YouTube não é suportado. Os usuários podem usar o Picture-in-picture no site do YouTube no Safari.

### Pesquisa e Siri
Foram feitas melhorias no recurso Pesquisar na tela inicial, incluindo uma interface refinada, iniciador rápido para aplicativos, pesquisa na web mais detalhada, atalhos para pesquisa no aplicativo e sugestões aprimoradas de digitação.
Embora compacta para que o conteúdo abaixo seja visível, a interface da Siri não permite multitarefa simultânea, pois os designers não acharam um modo claro de como a interface seria descartada após o uso. A Siri agora pode responder a um conjunto mais amplo de perguntas e traduzir mais idiomas. Os usuários também podem compartilhar seu ETA com os contatos e solicitar direções de bicicleta.

### Privacidade
Agora, as informações de privacidade podem ser vistas na App Store para que os usuários possam entender quais permissões um aplicativo possui antes de baixá-lo. Os usuários podem alterar as permissões de localização para informar o aplicativo sobre uma localização aproximada, preservando a privacidade quando a localização exata é desnecessária.
Um indicador de gravação aparece na parte superior da tela sempre que um aplicativo usa o microfone ou a câmera. Da mesma forma, uma notificação aparece quando a área de transferência é acessada fora de quando o usuário está ativamente colando seu conteúdo.

### Outros recursos
O teclado Emoji foi atualizado com uma barra de pesquisa para acesso rápido. O iOS 14 adiciona 20 novos estilos de cabelo e de cabeça ao Memoji e Animoji.
Os aplicativos de email e navegador do usuário - por padrão, o aplicativo Mail padrão e o Safari - agora podem ser alterados.
Apenas no iPhone X e mais recente, um novo recurso de acessibilidade permite que os usuários executem tarefas comuns tocando duas vezes na parte traseira do dispositivo através do acelerômetro do telefone (por exemplo, abrindo a Central de Controle).
Usuários com dispositivos que não leem automaticamente as tags NFC podem adicionar um atalho na Central de Controle para fazer isso.
O iOS 14 introduz suporte para reprodução de vídeos do YouTube em resolução 4K.
No aplicativo Notas, agora é mais fácil encontrar notas usando uma "inteligência no dispositivo" aprimorada.
O aplicativo Tempo agora mostra previsões minuto a minuto para a próxima hora nos Estados Unidos. A Apple agora usa dados de seu serviço recentemente adquirido, Dark Sky, em vez de apenas o The Weather Channel.
O Apple Arcade agora possui integração direta com o Game Center.
A entrada rolável para tempo foi substituída por uma entrada +/- e uma tecla numérica.

## Recursos de aplicativos

### Câmera
O aplicativo Câmera ganhou vários novos recursos. Os recursos incluem:
- A capacidade de espelhar fotos tiradas da câmera frontal
- Aprimoramentos de leitura de código QR
- Controle de compensação de exposição
- Alterna rapidamente no modo Vídeo para todos os iPhones
- Vídeo do QuickTake no iPhone XR e iPhone XS/XS Max
- A capacidade de capturar fotos intermitentes e vídeo do QuickTake com botões de volume em dispositivos suportados
- Uma experiência de captura no modo noturno atualizada no iPhone 11 e iPhone 11 Pro.

Também foram feitas melhorias no desempenho do foto a foto. As fotos podem ser capturadas até 90% mais rápido, o tempo para a primeira captura agora é até 25% mais rápido e o Retrato foto a foto é 15% mais rápido.

### FaceTime
O FaceTime agora ajusta automaticamente a aparência visual dos olhos, para que a câmera esteja acima de onde os olhos de quem chama são exibidos, permitindo o contato direto nos dois sentidos.

### Aplicativo Casa
O aplicativo Home recebeu alterações de design para enfatizar os acessórios sugeridos, além dos marcados como favoritos. Além disso, um conjunto importante de recursos de automação foi adicionado para uso com dispositivos HomeKit compatíveis; essa automação requer a presença de um iPad, HomePod ou Apple TV para facilitar o processamento no dispositivo.
As câmeras de segurança domésticas podem ser instruídas para alertar o usuário sobre a atividade apenas se ela ocorrer em uma zona de atividade pré-selecionada. Além disso, o reconhecimento facial realizado no aplicativo Fotos pode ser usado para alertar com base em pessoas reconhecidas, com integração adicional para uso com campainhas inteligentes.
Os produtos de iluminação inteligente que suportam temperaturas de cor podem ser instruídos para corresponder a uma configuração de temperatura de cor predefinida. Como a presença de luz azul é um dos principais fatores de Zeitgeber - um fator que influencia a percepção do tempo em relação ao ritmo circadiano - esse recurso foi criado para incentivar a atividade durante o dia e a calma de manhã e à noite.

### Mensagens
No aplicativo Mensagens, os usuários agora podem fixar até 9 conversas individuais acima de outros segmentos de mensagens.
As conversas em grupo usando o iMessage podem receber uma imagem personalizada. Os usuários agora podem mencionar outros usuários e alterar as configurações de notificação para serem notificadas apenas quando mencionados explicitamente. As mensagens podem ser respondidas com respostas embutidas, permitindo fios de conversa simultâneos.

### Mapas
O Apple Maps agora oferece aos usuários acesso a ciclovias, fornecendo informações como elevação e escadas. Ele também fornece aos usuários várias opções, sugerindo rotas com ruas menos movimentadas. As instruções de ciclismo estarão disponíveis no lançamento em Nova York, Los Angeles, São Francisco, Xangai e Pequim. A Apple anunciou que continuará lançando seus mapas aprimorados fora dos Estados Unidos, incluindo Canadá, Reino Unido e Irlanda e outros países no futuro.
A Apple também introduziu o roteamento EV, que permite que os usuários levem em consideração as estações de carregamento ao planejar sua rota e escolher uma rota onde poderão recarregar quando necessário. Esse recurso requer integração com o carro. Atualmente, a Apple está trabalhando com a Ford e a BMW para implementar esse recurso em seus veículos elétricos.
Foram adicionados guias selecionados para vários lugares do mundo, que sugerem onde comer, fazer compras e explorar.
O Safari, o navegador padrão do iOS, ganhou a capacidade de monitorar senhas por violações de dados e gerar relatórios de privacidade para rastreadores em sites. Grandes melhorias foram feitas no desempenho do JavaScript .
Introduzido no iOS 14, o aplicativo nativo Translate permite que os usuários traduzam voz e texto entre 11 idiomas: inglês, espanhol, chinês mandarim, japonês, coreano, russo, alemão, francês, italiano, português do Brasil e árabe. Quando girado para o modo paisagem, o aplicativo apresenta um "modo de atenção", facilitando a leitura de uma tradução para alguém.  
As melhorias feitas na tradução são integradas a Siri e as páginas podem ser traduzidas em linhas no Safari.

## Dispositivos suportados
Todos os dispositivos que suportam o iOS 13 também suportam o iOS 14. Com a capacidade de suportar o iOS 14, o iPhone 6S, o iPhone 6S Plus e o iPhone SE (1ª geração) são os dispositivos mais antigos. 
| - iPhone 6s - iPhone 6s Plus - iPhone SE (1.ª geração) - iPhone 7 - iPhone 7 Plus - iPhone 8 - iPhone 8 Plus - iPhone X - iPhone XS - iPhone XS Max - iPhone XR - iPhone 11 - iPhone 11 Pro - iPhone 11 Pro Max - iPhone SE (2.ª geração) | - iPod Touch (7ª geração) |